# Mordellistena montrouzieri
Mordellistena montrouzieri là một loài bọ cánh cứng trong họ Mordellidae. Loài này có ở Nouvelle-Calédonie và is voor het eerst wetenschappelijk beschreven in 1915 bởi Csiki.

## Hình ảnh

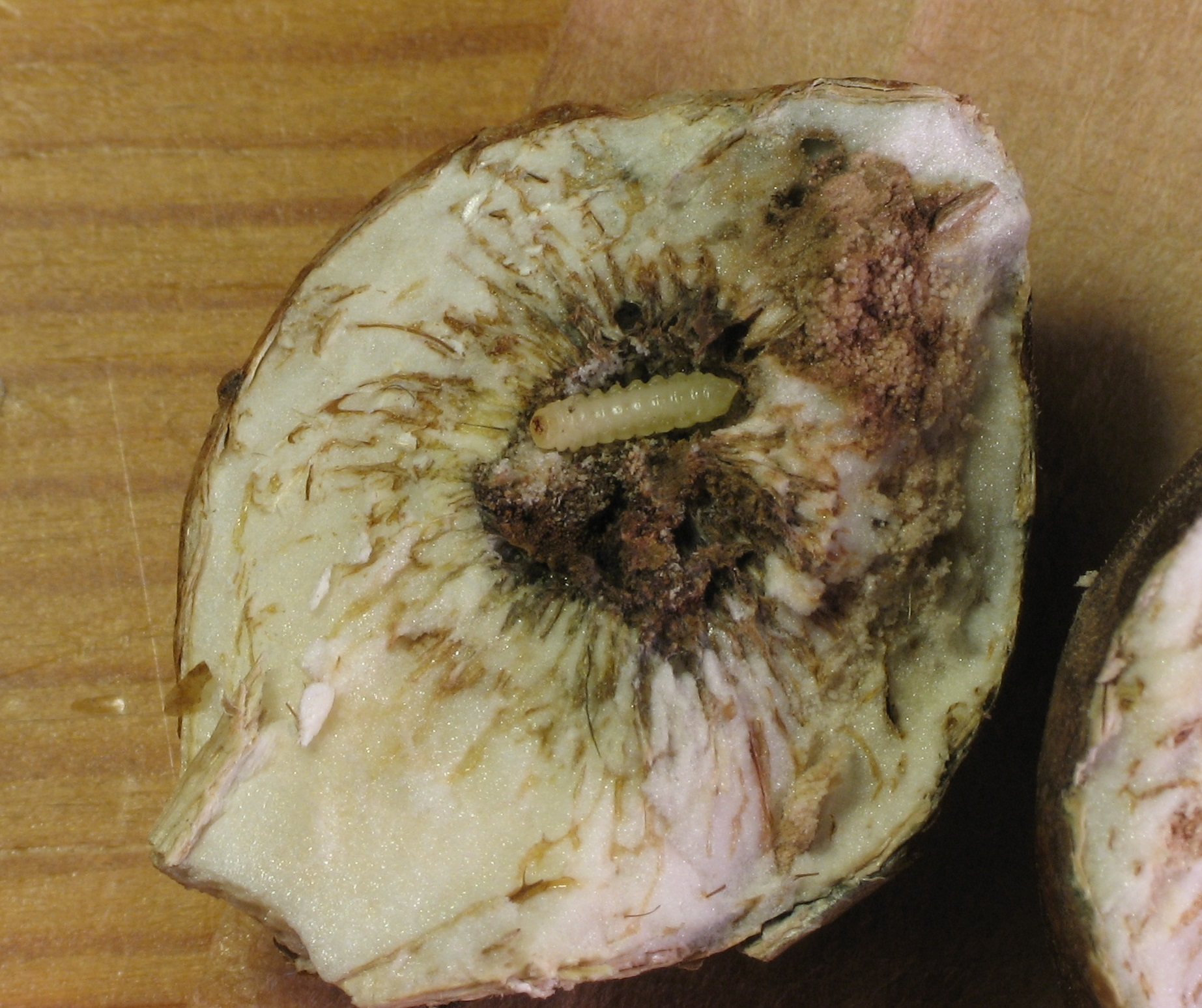